# Svastits család

A bocsári Svastits család címere

A bocsári Svastits (vagy Svastics) család egy ősi horvát eredetű Vas- és Zala vármegyei nemesi család.

## A család története
A családnév az idők folyamán több alakban fennmaradt: Svačić, Svacsics, Svastics, Svastits. Svačić Péter horvát királyig lenne visszaeredeztethető a család.
A család a Torontál megyei Bocsár község után vette fel a nemesi előnevét. Svastics Gáspár 1580-ban Zrínyi katonájaként harcolt a varasdi ütközetben ahol lefejezte Szkender béget és ezért a tettért jutalmul nemesi rangot kapott. A későbbi forrásokban szerepel Svastich János, aki 1590-ben Batthyány Boldizsár szolgálatában áll, és 4 jobbágytelket kap Németszentmihályon. 1607-ben Svastich Gábor Csömötey István vasi alispán gyilkosa volt.
Svastits István 1636-ban említik mint Zala vármegye kapitánya és 1647 körül mint a körmendi vár kapitánya. Az egyik leánytestvére Svastits Borbála 1658-ban szerepel mint szentviszlói Deseő György özvegye és a másik, Svastits Erzsébet, 1612 körül szerepel mint szarvaskendi és óvári Sibrik Miklós felesége. István dédunokája, Svastis János (1665-1755) fia, Svastits János (1715-1775) vasi esküdt volt. Ennek a testvérei Svastits Zsigmond (1710-1758), Svastits Róza szántói és széplaki Botka János (1676-1733) felesége, Svastits János (1715-1775) és Svastits Júlia, aki niczki Niczky György (1690-?) zalai alispán felesége volt. Svastits Zsigmond fiúgyermekei közül szerepel: Svastits Antal (1748-1797), aki vizeki Tallián Magdát (1756-1824), vizeki Tallián László és nagyatádi Czindery Mária lányát vette feleségül; és Svastits Ferenc (1750-1786), akinek a neje koltai Vidos Borbála volt.

### Ferenc ága
Svastits Ferenc (1750-1786) és koltai Vidos Borbála frigyéből három leány- és egy fiúgyermek született: a legidősebb leány, Svastits Julianna (1771-1832), aki boldogfai Farkas Ignác (1753-1808) táblabíró felesége volt, a másik kettő leány, Svastits Magda (1775-?) egervári Egerváry Vincének (1778-?), és Svastits Anna Borbála (1778-1841), Lovas Ignácnak (1749-?), huszár kapitánynak a házastársa volt. Svastits Ferenc és koltai Vidos Borbála egyetlen fiúgyermeke bocsári Svastits Antalnak (1783-1809) csak egy lánya született, bocsári Svatits Eszter (1808-?), Jánossy Ferenc (1798-1856) felesége, akivel két nemzedék alatt kihalt az Svastics Ferenc ága a családnak

### Antal ága
Svastits Antal (1748-1797) és vizeki Tallián Magda (1756-1824) gyermekei Szentgáloskéren születtek, és igen bővítették a családfát 6 gyermekkel és 10 unokával. Az unokák közül, Svastits Antal (1774-1813) egyik fia, Svastis Lajos (1799-?) tolnai főszolgabíró, a két másik fiúgyermeke Svastics János (1802-1873), táblabíró, zalai esküdt, zeneszerző, földbirtokos és Svastits Károly (1803-1882) keszthelyi plébános, hahóti apát volt. Svastits Lajos egyik fia Svastits László (1825-1887) 1848-as főhadnagy volt, és a másik kettő, Svastits Gábor (1829-1909) és Svastits Gyula (1837-1891) országgyűlési képviselők voltak. Idősebb bocsári Svastits Antal és Tallián Magda gyermeke, ifjabb bocsári Svastics Antal (1774-1832), táblabíró, és jobaházy Dőry Jozefa házasságából született bocsári Svastits János (1802-1873), zalai esküdt, zeneszerző és földbirtokos. Svastits János feleségétől, nemes Csertán Krisztinától (1806-1888) született gyermekei: bocsári Svastits Benő (1833-1910), jogász, Zala vármegye főispánja;  Svastits Károly (1832-1896) zalai főszolgabíró, akinek két fiúgyermeke volt: dr. Svastits Zoltán (1861-1942) közjegyző és Svastits Géza (1862-1931) törvényszéki elnök; és bocsári Svastits Hugó földbirtokos (1839, Zalaegerszeg - 1920, Szentliszló), akinek felesége Vizlendvay Viktória asszony volt. Gyermekeik közül: Svastits József Károly, (1877, Szentliszló - 1909, Szarajevó) főhadnagy a cs. kir. 48. gyalogezred I. zászlóaljánál; Svastits János István dr. (1886, Zalaegerszeg - 1940, Zalaegerszeg), m. kir. tisztiorvos, az első világháborúban a cs. kir. 48. gyalog-, majd a 33. tábori tüzérezred orvosfőnöke.
Svastits Antal és Tallián Magda két másik fia Svastits István (1792-1863) somogyi főszolgabíró volt, és Svastits Pál (1797-1849) somogyi perceptor volt, aki nedeczei Nedeczky Rózát vette feleségül (1799-1858). Svastits Pál és Nedeczky Rozália gyermekei: Svastits Imre (1827-1894) 1848-as százados és somogyi percetor volt, aki Svastits Antal (1872-1928) somogyi főispán és kormány biztos édesapja volt; Svastits Elek (1826-1893); Svastits Béla (1897-1977) huszár, főhadnagy és dr. Svastits Pál (1902-1974) főorvos nagyapja. Svastits Pál és Nedeczky Rozália lánya, Svastits Paula (1838-1913) férjhez ment távoli rokonához, a korábban említett bocsári Svastits Benő (1833-1910), jogászhoz.

## A család kiemelkedő tagjai
- bocsári Svastits István, 1636-ban Zalavári kapitány, 1647-ben a körmendi vár kapitánya.
- bocsári Svastics János (1802-1873), táblabíró, zalai esküdt, zeneszerző, földbirtokos.
- bocsári Svastits Imre (1827-1894) 1848-as százados és somogyi percetor
- bocsári Svastits Benő (1833-1910) jogász, Zala vármegye főispánja.
- bocsári Svastits Antal (1872-1928) somogyi főispán és kormány biztos
- bocsári Svastits János István dr. (1886 - 1940) m. kir. tisztiorvos
- Svastits Krisztián (1974- ) a "pécsi hangulatok fotósa"

## A család címere leírása
Aranyban zöld ágon jobbra fordul fehér galamb csőrében koronát (néhol zöld ágat) tart, felette jobbról fogyó ezüst félhold, balról hatágú csillag. Sisakdísz: könyöklő páncélos kar török fejes kardot tart. Takarók: kék-arany, vörös-ezüst.